# Las hermanas Wyndham: Lady Elcho, Mrs. Adeane, y Mrs. Tennant

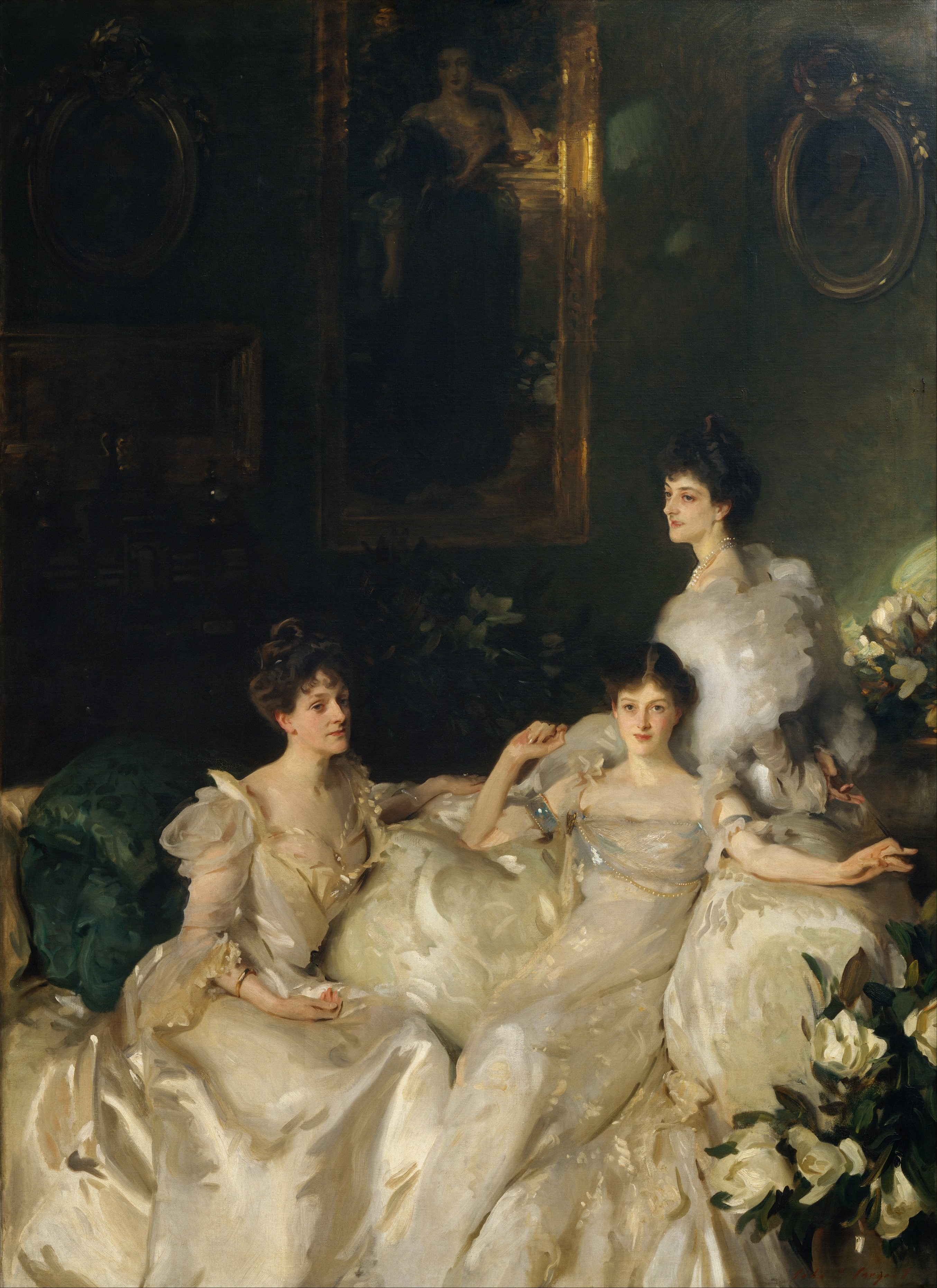
Las aristocráticas hermanas Wyndham retratadas por Sargent, 1899.

Las hermanas Wyndham: Lady Elcho, Mrs. Adeane, y Mrs. Tennant es una pintura de 1899 de John Singer Sargent. Es parte de la colección del Museo Metropolitano de Arte de Nueva York. La pintura fue aclamada por los críticos y bautizada como “Las Tres Gracias” por el Príncipe de Gales (más tarde, el rey Eduardo VII).

## Pintura
Las tres hijas del Honorable Percy Wyndham, un político británico e hijo más joven de George Wyndham, Primer Barón Leconfield, aparecen en esta tela monumental de 292,1 cm x 213,7 cm. Desde la izquierda, son Madeline Adeane (1869–1941), Pamela Tennant (1871–1928), y Lady Elcho (1862–1937).
Sargent las pintó en la habitación de dibujo de la residencia familiar en Belgrave Square. En la pared arriba se ve el retrato que George Frederick Watts pintó de su madre, estableciendo su genealogía y recordando a los espectadores los lazos de Sargent con los artistas de más edad.